# Katie Armiger

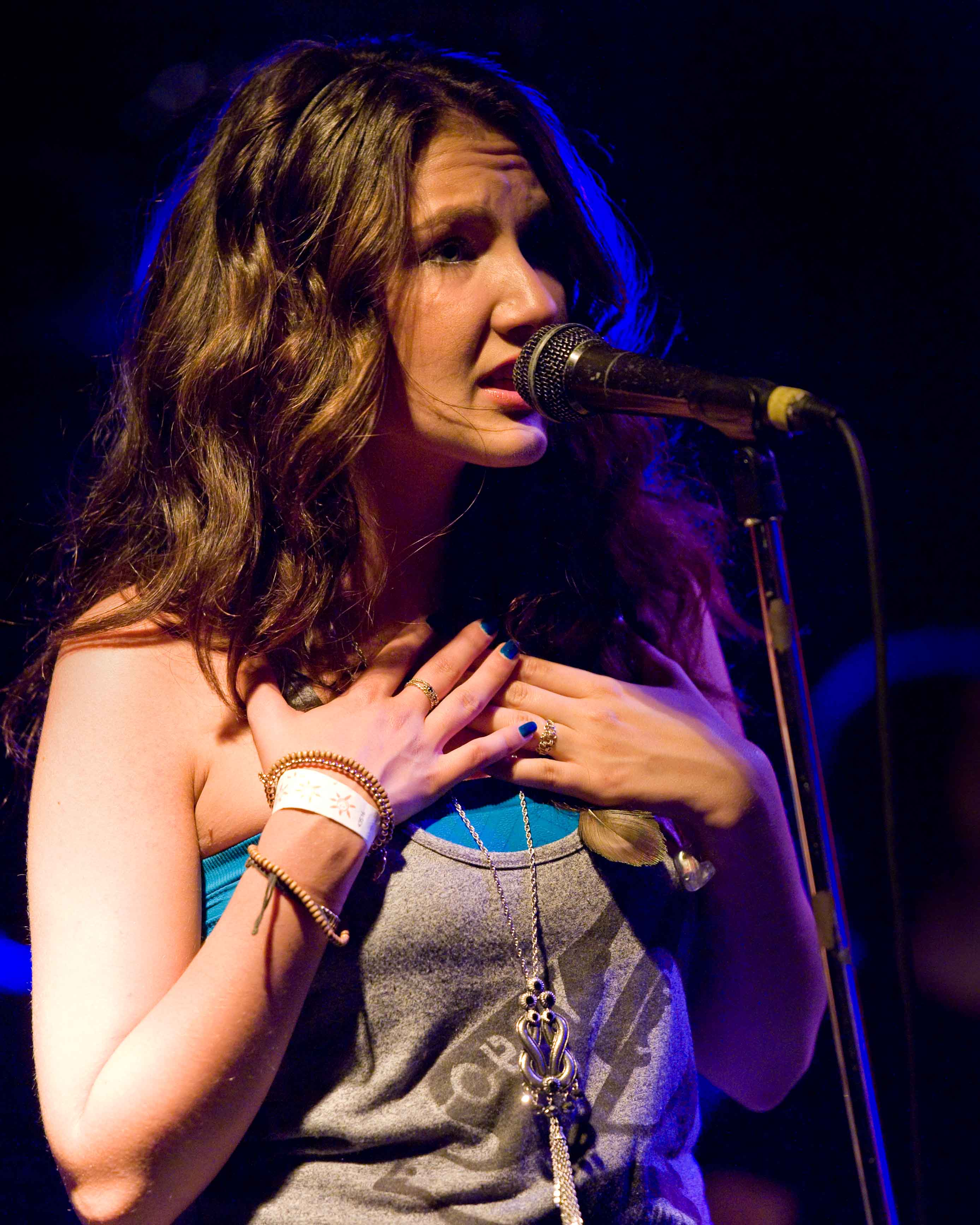
Katie Armiger (2011)

Kaitlyn Michelle „Katie“ Armiger (* 23. Juni 1991 in Sugar Land, Texas) ist eine amerikanische Countrysängerin. Ihre Karriere begann nach dem Gewinn eines Wettbewerbs für junge Sänger in Houston, Texas, als sie 14 Jahre alt war. Bis jetzt hat sie vier Alben veröffentlicht und fünf ihrer Lieder erreichten die Charts der „Billboard Hot Country Songs“.

## Karriere
Armigers nach ihr benanntes Debütalbum wurde am 21. August 2007 veröffentlicht. Es wurde von Mark Oliverius produziert, der auch schon mit Lorrie Morgan und Trick Pony zusammengearbeitet hat.
Das Lied „Kiss Me Now“ aus ihrem dritten Album Confessions of a Nice Girl erreichte 2010 Platz 55 der Billboard Hot Country Songs. Ihr drittes Album wurde am 20. September 2011 wiederveröffentlicht, inklusive der Single „I Do But Do I“, die schon seit Juli im Radio zu hören war.
Die im Juni 2012 veröffentlichte Single Better in a Black Dress stieg auf Platz 54 der „Billboard Hot Country Songs“ ein und wurde ihr bis dahin erfolgreichstes Lied. Das Album Fall Into Me folgte am 22. Januar 2013 und wurde Armigers erstes Album in den „Billboard 200“ Charts, wo es Platz 32 erreichte. Die zweite Single des Albums, Playin’ with Fire, erschien am 11. Februar 2013.

## Diskografie

### Studioalben
| Jahr | Titel Musiklabel                              | Höchstplatzierung, Gesamtwochen, AuszeichnungChartplatzierungen (Jahr, Titel, Musiklabel, Platzierungen, Wochen, Auszeichnungen, Anmerkungen) | Höchstplatzierung, Gesamtwochen, AuszeichnungChartplatzierungen (Jahr, Titel, Musiklabel, Platzierungen, Wochen, Auszeichnungen, Anmerkungen) | Anmerkungen                           |
| Jahr | Titel Musiklabel                              | US | Country | Anmerkungen                           |
| ---- | --------------------------------------------- | --- | --- | ------------------------------------- |
| 2007 | Katie Armiger Cold River Records              | — | — | Erstveröffentlichung: 14. August 2007 |
| 2008 | Believe Cold River Records                    | — | — | Erstveröffentlichung: 1. Juli 2008    |
| 2010 | Confessions of a Nice Girl Cold River Records | — | Country58 (1 Wo.)Country | Erstveröffentlichung: 5. Oktober 2010 |
| 2013 | Fall Into Me Cold River Records               | US32 (2 Wo.)US | Country7 (43 Wo.)Country | Erstveröffentlichung: 15. Januar 2013 |

### Singles
| Jahr | Titel Album                               | Höchstplatzierung, Gesamtwochen, AuszeichnungChartsChartplatzierungen (Jahr, Titel, Album, Platzierungen, Wochen, Auszeichnungen, Anmerkungen) | Anmerkungen |
| Jahr | Titel Album                               | Country | Anmerkungen |
| ---- | ----------------------------------------- | --- | ----------- |
| 2010 | Kiss Me Now Confessions of a Nice Girl    | Country55 (5 Wo.)Country |             |
| 2010 | Best Song Ever Confessions of a Nice Girl | Country42 (20 Wo.)Country |             |
| 2011 | Scream Confessions of a Nice Girl         | Country50 (17 Wo.)Country |             |
| 2012 | Better in a Black Dress Fall Into Me      | Country45 (16 Wo.)Country |             |

Weitere Singles
- 2007: 17 in Abilene (Katie Armiger)
- 2008: Make Me Believe (Katie Armiger)
- 2008: Unseen (Believe)
- 2009: Trail of Lies (Believe)
- 2009: Gone (Believe)
- 2010: Leaving Home (Confessions of a Nice Girl)
- 2011: I Do But Do I (Confessions of a Nice Girl)
- 2013: Playin’ with Fire (Fall Into Me)
- 2014: Safe (Fall Into Me)
- 2014: One Night Between Friends

### Kollaborationen
| Jahr | Titel   | Sänger     |
| ---- | ------- | ---------- |
| 2014 | Glitter | Coco Jones |

### Musikvideos
- 2007: 17 in Abilene
- 2008: Make Me Believe
- 2008: Unseen
- 2008: All I Want for Christmas Is You
- 2008: I Just Want to Be with You This Christmas
- 2009: Trail of Lies
- 2009: Gone
- 2010: Kiss Me Now
- 2010: Leaving Home
- 2010: Best Song Ever
- 2011: I Do but Do I
- 2011: Scream
- 2012: Better in a Black Dress
- 2013: Playin’ with Fire[5]
- 2014: Safe
- 2014: One Night Between Friends[6]